# نیکی استرلینگ
نیکی استرلینگ (انگلیسی: Nici Sterling؛ زاده ۱۷ ژانویهٔ ۱۹۶۸) یک بازیگر پورنوگرافی اهل بریتانیا است.